# Ornamenta triumphalia
Ornamenta triumphalia – nagroda o charakterze militarnym, przyznawana wodzom odnoszącym sukcesy w imieniu cesarzy rzymskich; miała rekompensować niedopuszczenie do odbycia właściwego triumfu. Wprowadzona została przez Augusta.
Według rzymskiego historyka Swetoniusza, pierwszym dowódcą który wyróżniony został odznakami triumfalnymi, był Tyberiusz (Żywoty cezarów, Tyberiusz, 9). Nagroda ta cieszyła się wielkim prestiżem i przyznawana była tylko zaufanym dowódcom, zaprzyjaźnionym lub spokrewnionym z domem panującym. Odznaczony dowódca uprawniony był do noszenia stroju triumfatora, wieńca laurowego oraz do wystawienia posągu triumfalnego.
Wyróżnienie to spowszedniało za panowania Nerona. Potwierdzają to słowa Swetoniusza, który donosi, że cesarz przyznawał odznaki triumfalne nawet kwestorom oraz osobom stanu rycerskiego (ekwitom) i niekoniecznie za zasługi wojskowe. Neron sam przyczynił się do osłabienia znaczenia tej nagrody przyznając odznaczenia za pomoc w zwalczeniu spisku Pizona, czyli za uśmierzenie konfliktu wewnętrznego. Już za panowania Wespazjana ornamenta triumphalia odzyskały swoje znaczenie.